# 天爐座π
天爐座π，又名CD-30 703，HD 12438、SAO 193455、HR 594，是天爐座的一颗恒星，视星等为5.35，位于銀經227.66，銀緯-74.42，其B1900.0坐标为赤經1h 56m 46.8s，赤緯-30° -74.42′ 56″。